# Алфии
Алфиите (на латински: gens Alfia) е фамилия от Древен Рим.
Известни от фамилията:
- Гай Алфий Флав, народен трибун през 59 и претор през 54 пр.н.е.[2]
- Алфий Флав, реторик, учител на Сенека Стари
- Алфий Авит, поет по времето на Август и Тиберий[3]
- Алфий, историк, пише книга за Троянската война, края на 2 век.